# Ruta 616 (Costa Rica)
La Ruta 616, oficialmente Ruta Nacional Terciaria 616, es una ruta nacional de Costa Rica ubicada en la provincia de Puntarenas.

## Descripción
En la provincia de Puntarenas, la ruta atraviesa el cantón de Quepos (los distritos de Quepos, Naranjito).